# چندوجهی گلدبرگ
| GP(1,4) = {5+,3}1,4                 | GP(4,4) = {5+,3}4,4 |
| GP(7,0) = {5+,3}7,0                 | GP(3,5) = {5+,3}3,5 |
| GP(10,0) = {5+,3}10,0 متساوی و کروی |                     |

در ریاضیات، چندوجهی گلدبرگ یک چند وجهی محدب است که از وجوه شش ضلعی و پنج ضلعی ساخته شده‌است. آنها برای اولین بار توسط مایکل گلدبرگ (۱۹۰۲–۱۹۹۰) در سال ۱۹۳۷ توصیف شدند. آنها با سه ویژگی تعریف می‌شوند: هر وجه یا پنج ضلعی است یا شش ضلعی، دقیقاً سه وجه در هر راس به هم می رسند، و دارای تقارن بیست وجهی چرخشی هستند. چندوجهی های ژئودزیک مزدوج این نوع چندوجهی‌ها هستند.
یک نتیجه از فرمول چند وجهی اولر این است که یک چند وجهی گلدبرگ همیشه دقیقاً دوازده وجه پنج ضلعی دارد. تقارن بیست وجهی تضمین می‌کند که پنج ضلعی‌ها همیشه منظم هستند و ۱۲ عدد از آنها وجود دارد.
نمونه‌های ساده چند وجهی گلدبرگ شامل دوازده‌وجهی و بیست‌وجهی بریده‌شده است. اشکال دیگر را می‌توان با حرکت شوالیه شطرنج از یک پنج ضلعی به سمت بعدی توصیف کرد: ابتدا m را در یک جهت بردارید، سپس ۶۰ درجه به سمت چپ بپیچید و n قدم بردارید. چنین چندوجهی به صورت (GP(m,n نمایش داده می شود؛ مثلاً دوازده‌وجهی (۱٬۰)GP و بیست‌وجهی بریده‌شده (۱٬۱)GP نامگذاری می گردد.
برای ساخت چند وجهی با تقارن چهار ضلعی و تقارن هشت وجهی می‌توان از یک روش مشابه استفاده کرد. این چند وجهی‌ها به جای پنج ضلعی دارای مثلث یا مربع هستند. برای این اجسام، عددی رومی نشان داده شده‌است که تعداد اضلاع روی وجه‌های غیر شش ضلعی را نشان می‌دهد: (GPIII(n,m), GPIV(n,m), GPV(n,m.

## مثال‌ها
| Frequency          | (1,0) | (2,0) | (3,0) | (4,0) | (5,0) | (6,0) | (7,0) | (8,0) | (m،۰)       |
| T                  | 1     | 4     | 9     | 16    | 25    | 36    | 49    | 64    | m2          |
| ------------------ | ----- | ----- | ----- | ----- | ----- | ----- | ----- | ----- | ----------- |
| بیست وجهی (گلدبرگ) |       |       |       |       |       |       |       |       | موارد بیشتر |
| هشت وجهی           |       |       |       |       |       |       |       |       | موارد بیشتر |
| چهار وجهی          |       |       |       |       |       |       |       |       | موارد بیشتر |

| Frequency          | (1,1) | (2,2) | (3,3) | (4,4) | (5,5) | (6,6) | (7,7) | (8,8) | (m,m)       |
| T                  | 3     | 12    | 27    | 48    | 75    | 108   | 147   | 192   | 3m2         |
| ------------------ | ----- | ----- | ----- | ----- | ----- | ----- | ----- | ----- | ----------- |
| بیست وجهی (گلدبرگ) |       |       |       |       |       |       |       |       | موارد بیشتر |
| هشت وجهی           |       |       |       |       |       |       |       |       | موارد بیشتر |
| چهار وجهی          |       |       |       |       |       |       |       |       | موارد بیشتر |

| Frequency          | (1,2) | (1,3) | (2,3) | (1,4) | (2,4) | (3,4) | (1,5) | (m,n)       |
| T                  | 7     | 13    | 19    | 21    | 28    | 37    | 31    | m2+mn+n2    |
| ------------------ | ----- | ----- | ----- | ----- | ----- | ----- | ----- | ----------- |
| بیست وجهی (گلدبرگ) |       |       |       |       |       |       |       | موارد بیشتر |
| هشت وجهی           |       |       |       |       |       |       |       | موارد بیشتر |
| چهار وجهی          |       |       |       |       |       |       |       | موارد بیشتر |